# Conqubin 38
Conqubin 38 är en segelbåt som konstruerades av Harry Becker. Båten presenterades under 1970-talet och tillverkades ungefär fram till mitten på 1980-talet. Båten är byggd i plast, med skrov och däck i sandwichlaminat.
Båten blev ett populärt självbygge i sin storleksklass. Detta på grund av båtens goda fartresurser och att båtens inre volym var en blandning mellan en långsmal snabbseglare och en familjebåt.  
Båten har masten stående på rufftaket. Enstaka exemplar har dock genomgående mast.